# Family Prayers
Family Prayers  è un film del 1993 diretto da Scott M. Rosenfeld.

## Trama
Nella Los Angeles degli anni 1960, il tredicenne Andrew vive in una famiglia molto problematica, governata da un padre con il vizio del gioco e in cui spesso e volentieri l'unica fonte di sostegno economico sono i soldi guadagnati dalla sorella maggiore. La sua vita cambia quando sarà costretto a prendersi cura della sua sorella minore. 